# Lena Milius
 (juillet 2020).
Lena Milius (née le 24 janvier 1889 à Zwolle et morte en 1968) collabora à la revue De Stijl.

## Biographie
Lena Milius fut la seconde épouse de Theo van Doesburg, auquel elle inspira plusieurs œuvres,.

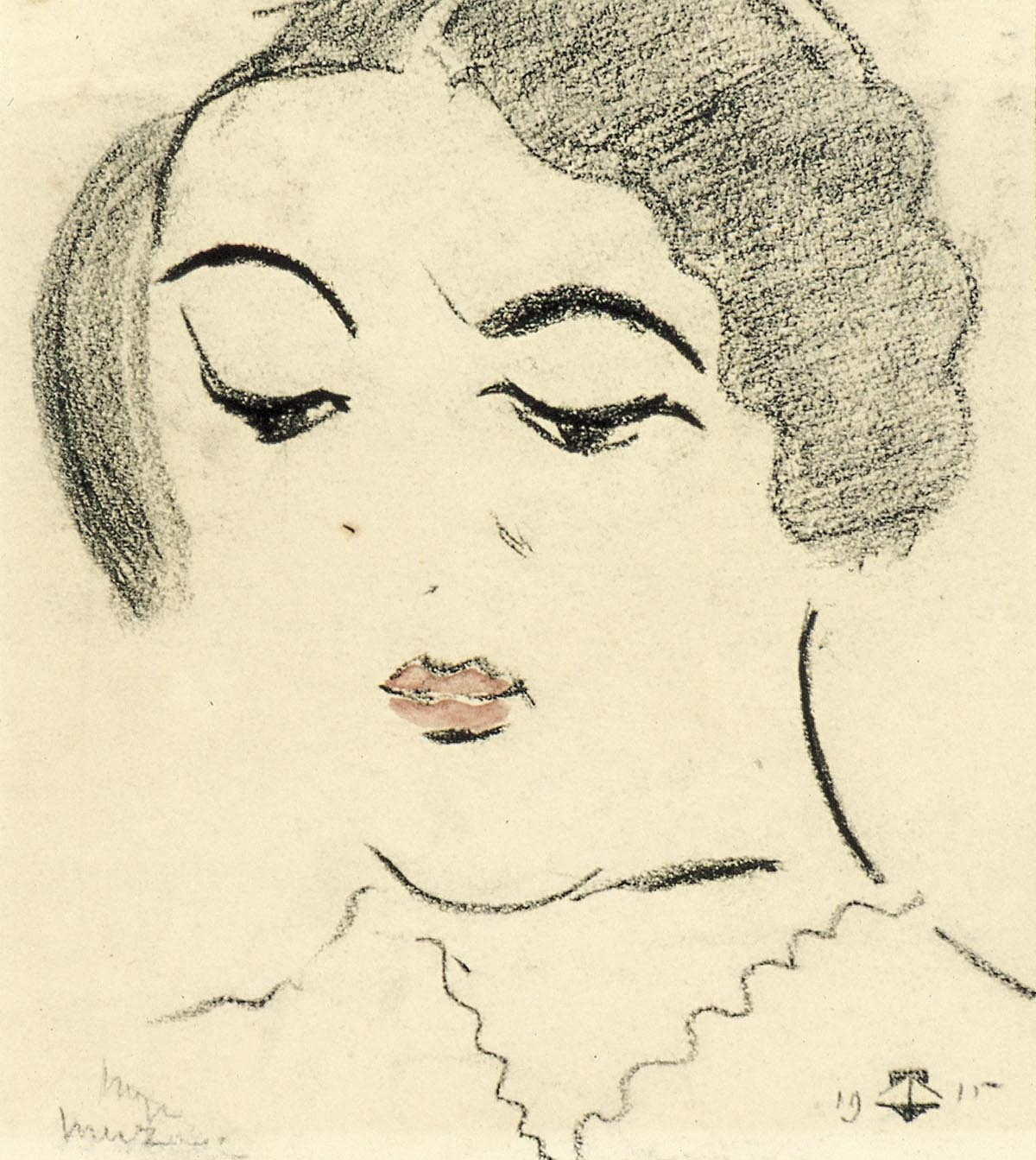
Ma muse, 1915, Centraal museum, Utrecht

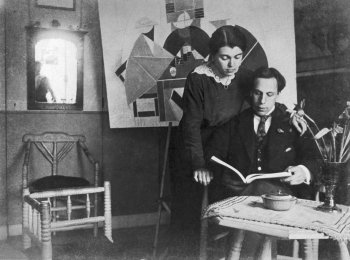
Portrait de Theo van Doesburg et de Lena Milius dans leur atelier de la rue Kort Galgewater (nl), avril 1917. Rijksdienst voor het Cultureel Erfgoed.
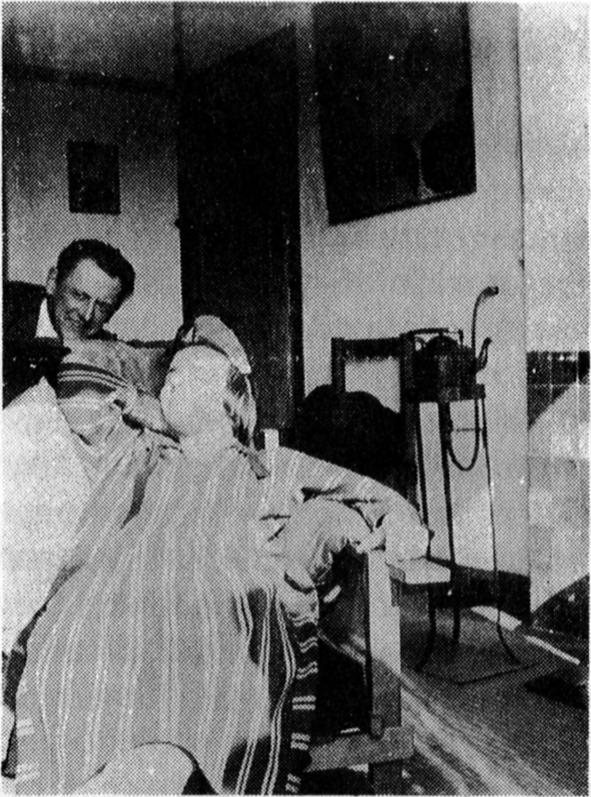
Nelly van Doesburg et Kurt Schwitters dans l'appartement de Lena Milius (Klimopstraat 18, La Haye) lors d'un Dada Tour en 1923.